# ティオンヴィル包囲戦 (1792年)
ティオンヴィル包囲戦（ティオンヴィルほういせん、英語: Siege of Thionville）はフランス革命戦争中の1792年8月24日から10月16日にかけて行われた、ティオンヴィルの包囲。ホーエンローエ＝インゲルフィンゲン侯爵フリードリヒ・ルートヴィヒ率いるオーストリア軍2万とフランス王党派の軍勢1万6千の連合軍はジョルジェ・フェリクス・ド・ウィンフェンが守備を務めるティオンヴィルを包囲したが、降伏させることができず10月16日に引き上げた。包囲戦に参加した王党派のフランソワ＝ルネ・ド・シャトーブリアンは戦闘で負傷した。戦後、フランス国民公会はティオンヴィルを称えてパリにある広場と通りをティオンヴィル広場とティオンヴィル通りに改名した。